# Minneola (Flórida)
Minneola é uma cidade localizada no estado americano da Flórida, no condado de Lake. Foi incorporada em 1926.

## Geografia
De acordo com o United States Census Bureau, a cidade tem uma área de 27,7 km², onde 26,8 km² estão cobertos por terra e 1 km² por água.

### Localidades na vizinhança
O diagrama seguinte representa as localidades num raio de 16 km ao redor de Minneola.

## Demografia
Segundo o censo nacional de 2010, a sua população é de 9 403 habitantes e sua densidade populacional é de 351,11 hab/km². Possui 3 558 residências, que resulta em uma densidade de 132,86 residências/km².